# Gmünd, Niederösterreich

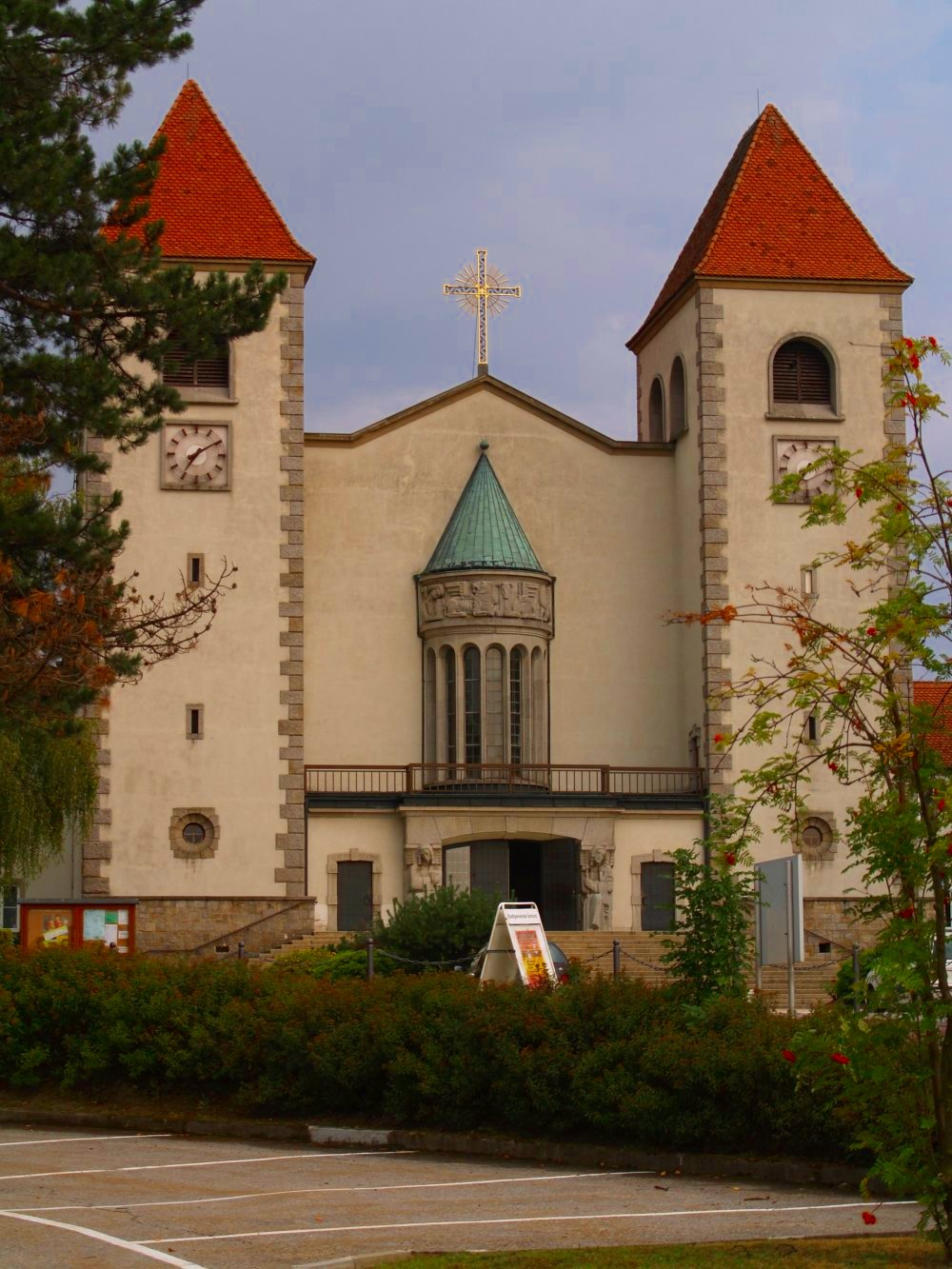
Herz Jesukyrkan.

Gmünd är en stadskommun i det österrikiska förbundslandet Niederösterreich i distriktet Gmünd. Staden är belägen vid den tjeckiska gränsen och är huvudort i distriktet med samma namn.

## Historia
Staden grundades vid mynningen av Braunbach i Lainsitz som gräns- och borgstad. Stadsslottet uppfördes på 1500-talet och är idag omgiven av en engelsk park. 1869 invigdes Franz-Josefsbanan från Wien till Prag som hade stora verkstäder i Gmünd. Gmünd blev dessutom viktig järnvägsknutpunkt.
Efter första världskriget och dubbelmonarkins sammanbrott och upplösning delades Gmünd. Kommundelen norr om floden Lainsitz som utgör statsgränsen tillföll Tjeckoslovakien och heter nu České Velenice.

## Stadsbild och sevärdheter
Endast få hus har bevarat sitt gamla utseende. Till dem hör de skrafferade husen vid stadstorget och det gamla fristående rådhuset mitt på torget som idag inhyser stadsmuseet.

## Kommunikationer
Gmünd ligger vid Franz-Josefsbanan. Genom Gmünd går riksvägen B41 (Schrems-Karlstift).

## Orter
Kommunen består av fem orter (Ortschaften) (inom parentes invånarantal 1 januari 2024):
- Breitensee (185)
- Grillenstein (125)
- Gmünd (4 441)
- Großeibenstein (206)
- Kleineibenstein (189)

## Vänorter
- Sarreguemines, Frankrike